# Distretto di Multan
Il distretto di Multan (in urdu: ضلع ملتانی) è un distretto del Punjab, in Pakistan, che ha come capoluogo Multan. Nel 1998 possedeva una popolazione di 3.116.851 abitanti.